# Mont Sokbaro
Mont Sokbaro är enligt flera källor Benins högsta punkt. Berget är beläget på gränsen mellan Donga och Togo och tillhör bergskedjan Akwapim-Togoryggarna som löper från sydöstra Ghana över floden Volta och vidare över gränsen till Togo.  Mont Sokbaro har en högsta höjd av 658 m ö.h.
En alternativ högsta punkt för Benin som anges ligger 2,5 km sydost om Kotoponga och anges till 670 m ö.h.